# Вільям Пліт
Вільям Пліт (англ. William Pleeth; 12 січня 1916, Лондон  — 6 квітня 1999, там само)  — британський віолончеліст.
Народився в родині єврейських емігрантів з Польщі. В 10-річному віці вступив до Лондонської школи віолончелістів Херберта Волен, потім протягом двох років навчався в Лейпцигу у Юліуса Кленгеля. В 1932 р. в Лейпцизі почав виступати в концертах; відомо, зокрема, виконання квартету для чотирьох віолончелей Кленгеля за участю самого Кленгеля, Пліта і двох його товаришів по навчанню: Фріца Шертеля та Еммануеля Фойермана.
В 1933 р. Пліт дав перший концерт у Лондоні; рубіжним для його кар'єри стало виконання в 1940 р. в трансляції радіо BBC концерту Роберта Шумана (з симфонічним оркестром BBC під орудою Адріана Боулта). Проте надалі Пліт віддав перевагу ансамблевій кар'єрі, хоча й залишив ряд записів як соліст (зокрема, сонати Бетховена та Концертну симфонію для скрипки та віолончелі з оркестром Моцарта). В 1936 — 1941 рр.. він виступав у квартеті Гаррі Блеха, в 1940-і роки грав у складі фортепіанного тріо з Едмундом Рабброй (партію скрипки виконували в різний час Норберт Брайнін і  Еріх Грюнберг), а в 1953 р. став одним із засновників Аллегрі-квартету та виступав в його складі до 1967.
В 1948 — 1978 рр.. Пліт був професором віолончелі в Гілдхоллській школі музики, а з 1977 р. викладав у Школі Ієгуді Менухіна. Лекції та семінари Пліта в школі Менухіна лягли в основу його книги «Віолончель» (англ. Cello, перевидана 2001), адресованої вже достатньо зрілим виконавцям, що вдосконалюють  свою майстерність, і містить як практичні поради, так і основи виконавської філософії. Пліта називали «Одним з найбільших віолончелістів-педагогів століть». Найбільш знаменитою його ученицею була Жаклін дю Пре. Серед інших вихованців Пліта  — Колін Карр, Роберт Коен, а також його власний син Ентоні Пліт. Музикантами стали й онучки Пліта Тетті Тео (віолончель) і Люсі Тео (альт).